# Río Higuito
Río Higuito är ett vattendrag i Honduras. Det ligger i den västra delen av landet, 170 km väster om huvudstaden Tegucigalpa.